# 沈應乾
沈應乾（1510年—1575年），字惟順，號涖川、涖莅川，直隸鳳陽府五河縣人，匠籍，明朝政治人物。

## 生平
少时学习勤奋，以苏秦勤苦可师而不学其术，在太學读书時，受到名臣霍韬赏识，令其子霍与瑕结为兄弟，同读书于金陵之柳树湾。嘉靖二十二年（1543年）癸卯科應天府鄉試第二十一名。嘉靖二十九年（1550年），登第三甲第六十一名進士。授廣東南海县知县，以考绩第一，行取入京，为嚴嵩所抑，淹滞京邸四載，始升户部主事，三十五年六月与錦衣衛千戶李鉉往河南採礦砂，十一月進河南嵩縣等洞礦銀二千兩並礦石、礦砂各二罐，三十六年十月以天寒，罷河南之採礦，召回京。升员外郎、郎中，差宣大管粮，出为直隸保定府（今河北省保定市）知府。嘉靖四十年（1561年）以边才升山西密云兵备副使，为嚴黨所劾，罢歸。著有《北园粹稿》。县令潘延修五河县志，有一半出其手。臨终時大呼道：我沈涖川不入嚴黨，也是一条漢子。卒祀乡贤

## 家族
曾祖沈禮，監生；祖父沈瀚，審理正進階奉議大夫；父沈材，母歐氏。具慶下。弟應時、應禎。子服采，太学生；众善，庠生。孙重光、重熙。